# Decameroticus
Decameroticus è un film del 1972 diretto da Pier Giorgio Ferretti (alias Giuliano Biagetti).
Ispirato alle novelle del Boccaccio, Aretino e Bandello, è diviso in cinque episodi, nei quali il tema conduttore è quello del marito cornuto.

## Trama

### Primo episodio
Un marito si sostituisce al confessore per conoscere i tradimenti della moglie: malgrado le precauzioni prese, viene comunque tradito, ma finisce per convincersi della fedeltà della moglie.

### Secondo episodio
Il giudice Vulfardo, per vendicarsi delle burle subite da Lambertuccio, s'affida a Leonetto affinché concupisca sua moglie: finisce invece che i due se la spassano proprio con la moglie del giudice.

### Terzo episodio
Un uomo propone a un giovane di giacere con la moglie per poter spassarsela con l'amante; ma la moglie architetta un piano diabolico che costringerà l'ignaro consorte a finire nel suo letto.

### Quarto episodio
Un guaritore s'approfitta della moglie di un ingenuo, che assiste consenziente all'adulterio.

### Quinto episodio
Due mercanti si confidano il sistema escogitato per evitare di essere traditi dalle mogli: scoperti i rispettivi segreti, i due non hanno problemi a godersi le due donne.